# Malita
Malita è una municipalità di prima classe delle Filippine, situata nella Provincia di Davao Occidental, nella Regione del Davao.
Malita è formata da 30 baranggay:
- Bito
- Bolila
- Buhangin
- Culaman
- Datu Danwata
- Demoloc
- Felis
- Fishing Village (Fisherman's Village)
- Kibalatong
- Kidalapong
- Kilalag
- Kinangan
- Lacaron
- Lagumit
- Lais

- Little Baguio
- Macol
- Mana
- Manuel Peralta
- New Argao
- Pangaleon
- Pangian
- Pinalpalan
- Poblacion
- Sangay
- Talogoy
- Tical
- Ticulon
- Tingolo
- Tubalan